# سمير هاندانوفيتش

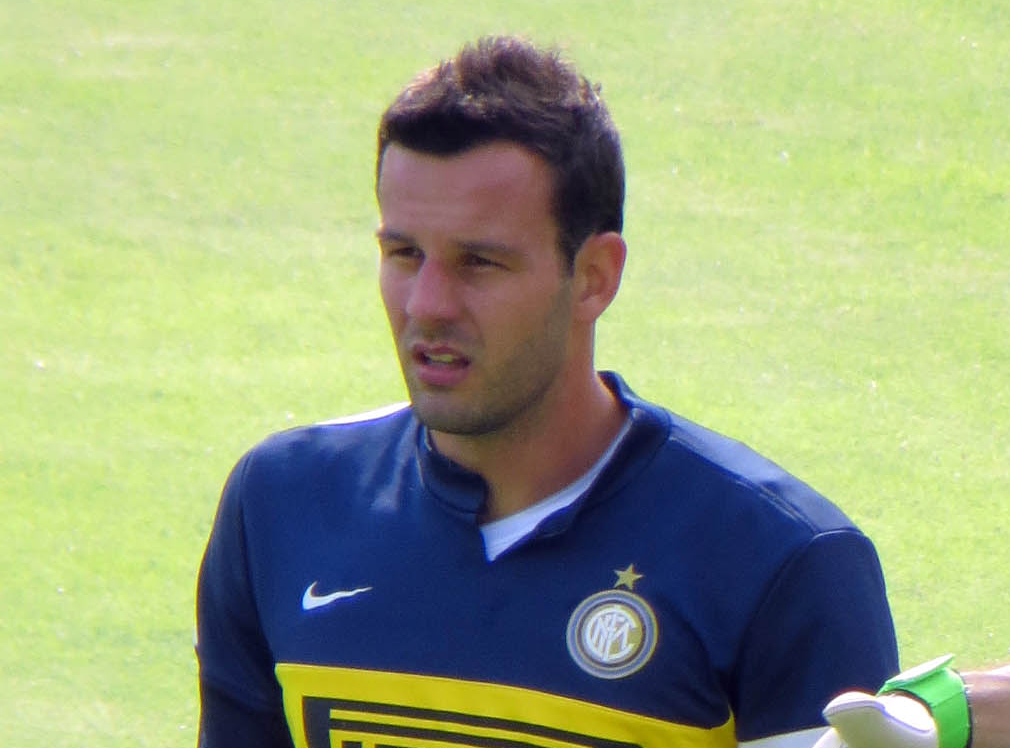
سمير هاندانوفيتش

سمير هاندانوفيتش (بالسلوفينية: Samir Handanovič)‏ (مواليد 14 يوليو 1984 في لوبلانا - يوغوسلافيا) لاعب كرة قدم سلوفيني، كان يلعب لصالح نادي الدرجة الأولى أودينيزي الإيطالي منذ 2004 و في صيف 2012 انتقل إلى إنتر ميلان الإيطالي في مركز حارس مرمى، شارك مع المنتخب السلوفيني في بطولة كأس العالم لكرة القدم 2010 .

## الإنجازات
إنتر ميلان
- الدوري الإيطالي : 2021[3]
- كأس السوبر الإيطالي 2022

## روابط خارجية
- سمير هاندانوفيتش على موقع الاتحاد الدولي (مؤرشف)  (الإنجليزية)
- سمير هاندانوفيتش على موقع الاتحاد الأوربي (الإنجليزية)
- سمير هاندانوفيتش على موقع إي إس بي إن إف سي (الإنجليزية)
- سمير هاندانوفيتش على موقع قاعدة بيانات كرة القدم.إي يو (الإنجليزية)
- سمير هاندانوفيتش على موقع بيانات كرة القدم. دي إي (الألمانية)
- سمير هاندانوفيتش على موقع ناشيونال فوتبول تيمز (الإنجليزية)
- سمير هاندانوفيتش على موقع Soccerbase.com (لاعب) (الإنجليزية)
- سمير هاندانوفيتش على موقع Soccerway.com (الإنجليزية)
- سمير هاندانوفيتش على موقع عالم كرة القدم.نت (الإنجليزية)
- سمير هاندانوفيتش على موقع AS.com (الإسبانية)